# Kräkla

Kräkla, 1200-tal, från Limoges. Skoklosters slott

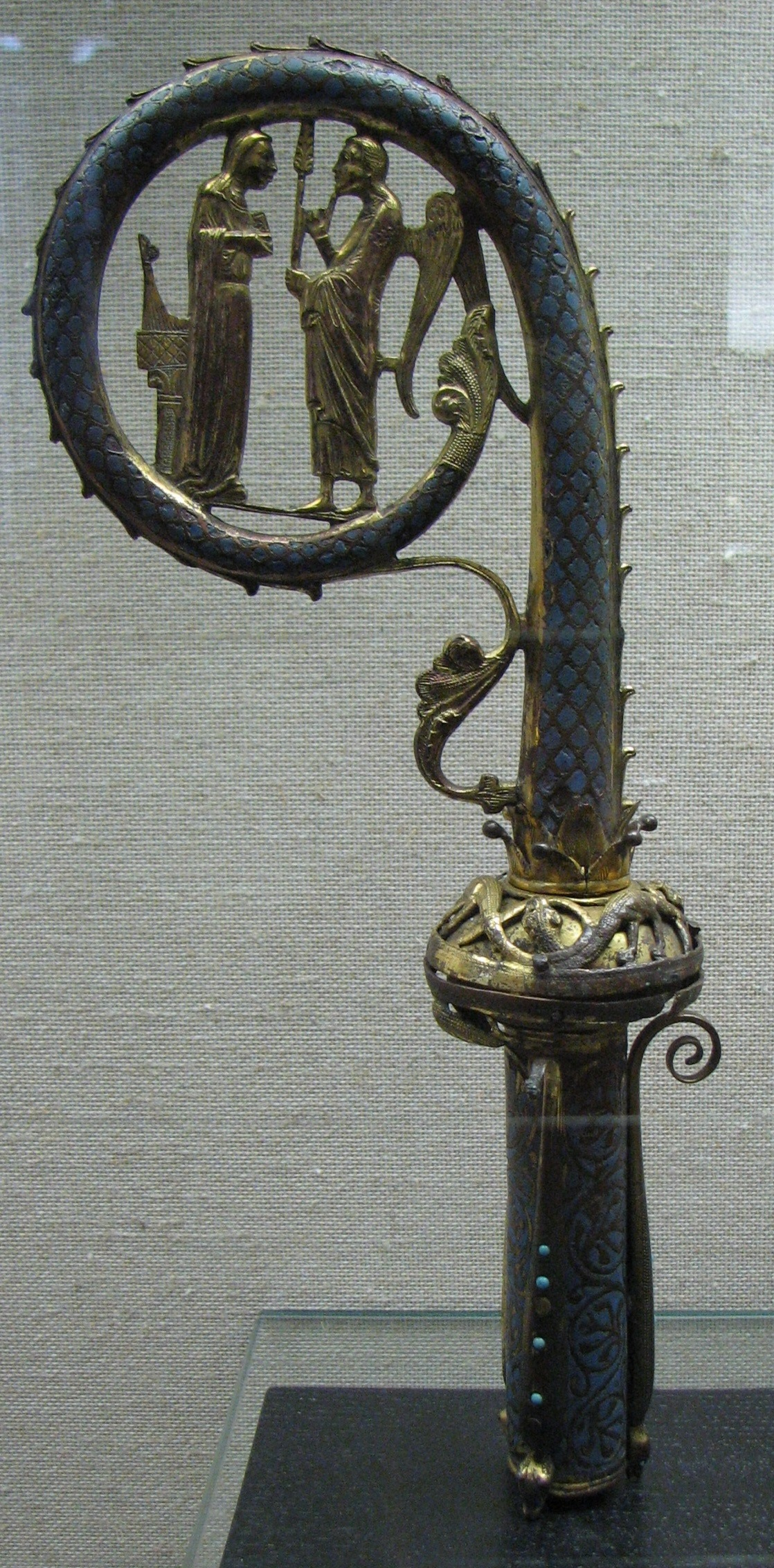
Biskopskräkla från 1200-talet (Trier).

Kräkla, biskopsstav eller krumstav (latin: baculus pastoralis) är en symbolisk herdestav som bärs av biskopar. Påven bär en korsstav, numera med krucifix.
Kräkla är diminutiv av ”krake” (kräkla = ”liten krake”) som är en avledning av krok – jämför grötkräkla.